# Auxelles-Bas
Auxelles-Bas är en kommun i departementet Territoire de Belfort i regionen Bourgogne-Franche-Comté i östra Frankrike. Kommunen ligger i kantonen Giromagny som tillhör arrondissementet Belfort. År 2022 hade Auxelles-Bas 422 invånare.

## Befolkningsutveckling
Antalet invånare i kommunen Auxelles-Bas
| Referens: INSEE |